# هری رایان (دوچرخه‌سوار)
هری رایان (انگلیسی: Harry Ryan; ۲۱ نوامبر ۱۸۹۳ – ۱۴ آوریل ۱۹۶۱) دوچرخه‌سوار اهل بریتانیا بود.
وی در مسابقات کشوری و بین‌المللی در مجموع برندهٔ ۱ مدال طلا، ۱ مدال برنز شده‌است.